# Тај Сјаоху
Тај Сјаоху (пинјин: Tai Xiaohu; 1. март 1998) кинески је скакач у воду специјализован за скокове са торња у појединачној конкуренцији и у синхронизованим скоковима.
Највећи успех у каријери остварио је на Светском првенству у Казању 2015. где је у пару са Си Јађе освојио златну медаљу у дисциплини торањ синхронизовано микс.